# وكالة (رواية)
الوكالة هي رواية خيال علمي للكاتب الأمريكي الكندي ويليام جيبسون، صدرت في 21 يناير 2020.
إنها "تكملة ومقدمة"  لروايته السابقة "المحيطي" (2014)، حيث يعيد استخدام التكنولوجيا في الرواية لاستكشاف بديل عام 2017 عندما فازت هيلاري كلينتون بالانتخابات الرئاسية لعام 2016. يستكشف خط القصة كذلك مفهوم "the jackpot"، وهو عنصر من عناصر القصة في رواية المحيطي.
تدور أحداث أحد أجزاء الرواية في عام 2017، عندما تختبر امرأة شابة تدعى فيريتي شكلاً جديدًا من برامج الصور الرمزية التي طورها الجيش، من أجل شركة ناشئة في سان فرانسيسكو. ويتضمن الجزء الآخر أشخاصًا في مرحلة ما بعد نهاية العالم في القرن الثاني والعشرين وهم يتدخلون في أحداث عام 2017.